# Data rectisecta
Data rectisecta là một loài bướm đêm trong họ Noctuidae.